# Bence Bicsák
Bence Bicsák, né le 19 octobre 1995 à Zalaegerszeg, est un triathlète professionnel hongrois, double champion de Hongrie sprint (2017 et 2018).

## Biographie
Bence Bicsák termine 7e et diplômé olympique aux Jeux olympiques d'été de 2020 à Tokyo.

## Palmarès
Le tableau présente les résultats les plus significatifs (podium) obtenus sur le circuit national et international de duathlon et du triathlon depuis 2017,.
| Année | Compétition                                       | Pays                | Position           | Temps           |
| ----- | ------------------------------------------------- | ------------------- | ------------------ | --------------- |
| 2021  | Grand Prix de triathlon - Étape de Dunkerque      | France              | Médaille d'argent  | Timing          |
| 2021  | WTS Abou Dabi                                     | Émirats arabes unis | Médaille de bronze | 52 min 28 s     |
| 2019  | WTS Yokohama                                      | Japon               | Médaille de bronze | 1 h 43 min 26 s |
| 2019  | Coupe du monde - l'étape sprint de Banyoles       | Espagne             | Médaille de bronze | 50 min 18 s     |
| 2018  | Championnat de Hongrie de triathlon sprint        | Hongrie             | Médaille d'or      | 55 min 52 s     |
| 2018  | Coupe d'Afrique - Étape sprint de Sharm El Sheikh | Égypte              | Médaille d'or      | 59 min 48 s     |
| 2017  | Championnat de Hongrie de triathlon sprint        | Hongrie             | Médaille d'or      | 55 min 39 s     |
| 2017  | Championnat de Hongrie de duathlon sprint         | Hongrie             | Médaille d'or      | 52 min 27 s     |
| 2017  | Coupe du monde - l'étape sprint de Tiszaújváros   | Hongrie             | Médaille d'or      | 54 min 58 s     |